# Datar (Muko-Muko Bathin VII)
Datar is een bestuurslaag in het regentschap Bungo van de provincie Jambi, Indonesië. Datar telt 1015 inwoners (volkstelling 2010).